# Komisariat Straży Celnej „Osmołoda”

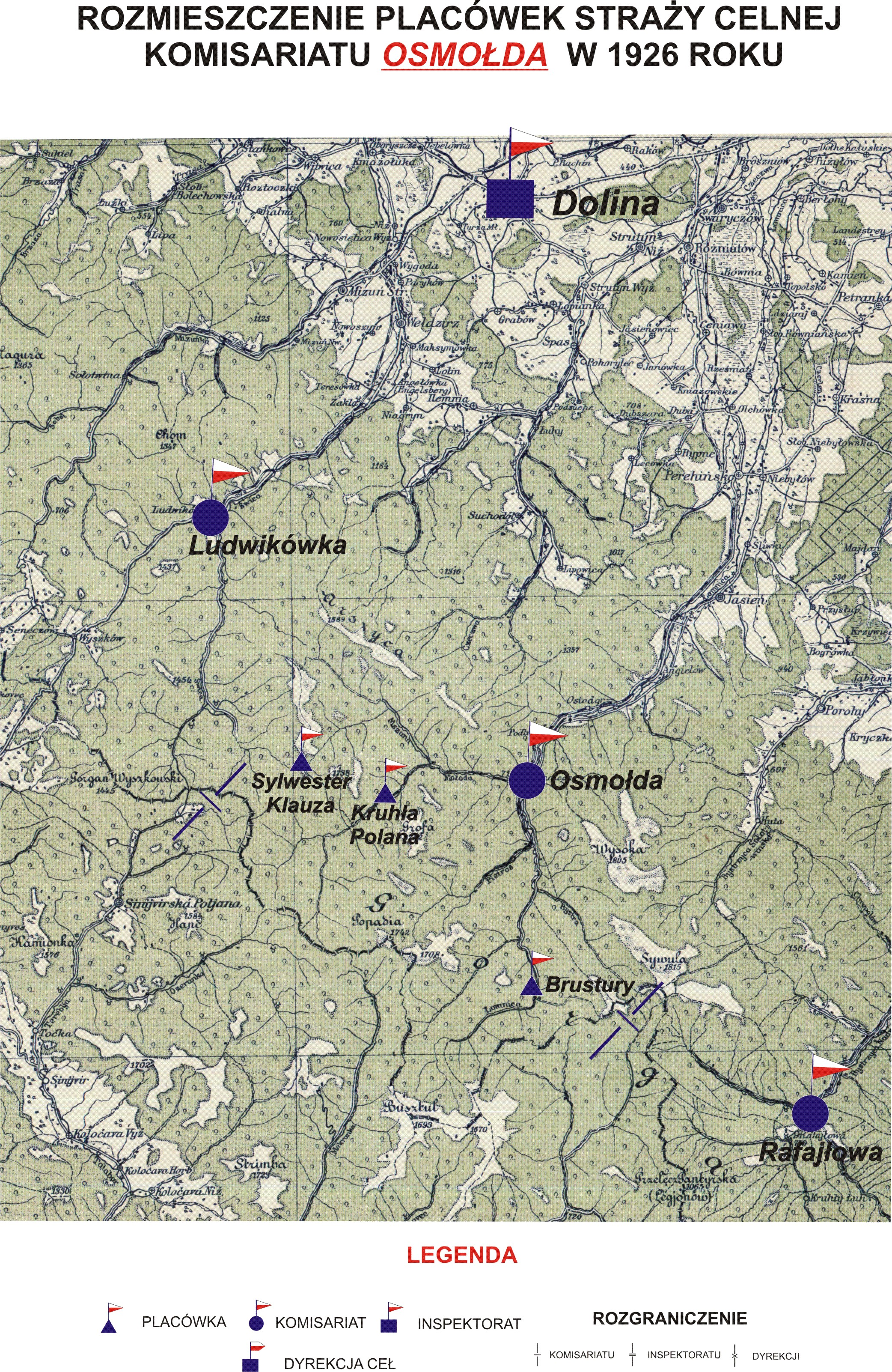
Rozmieszczenie placówek SC Komisariatu Osmołda w 1926 r.

Komisariat Straży Celnej „Osmołoda” – jednostka organizacyjna Straży Celnej pełniąca służbę ochronną na granicy polsko-czechosłowackiej w latach 1921–1928.

## Formowanie i zmiany organizacyjne
Na wniosek Ministerstwa Skarbu, uchwałą z 10 marca 1920 roku, powołano do życia Straż Celną. Od połowy 1921 roku jednostki Straży Celnej rozpoczęły przejmowanie odcinków granicy od pododdziałów Batalionów Celnych. Proces tworzenia Straży Celnej trwał do końca 1922 roku. Komisariat Straży Celnej „Osmołoda”, wraz ze swoimi placówkami granicznymi, wszedł w podporządkowanie Inspektoratu Straży Celnej „Dolina”.
W drugiej połowie 1927 roku przystąpiono do gruntownej reorganizacji Straży Celnej. W praktyce skutkowało to rozwiązaniem tej formacji granicznej. Rozporządzeniem Prezydenta Rzeczypospolitej Polskiej Ignacego Mościckiego z 22 marca 1928 roku w jej miejsce powoływano z dniem 2 kwietnia 1928 roku Straż Graniczną.

## Służba graniczna
Sąsiednie komisariaty
- komisariat Straży Celnej „Ludwikówka”  ⇔ komisariat Straży Celnej „Rafajłowa” − 1926

## Funkcjonariusze komisariatu
Obsada personalna w 1927:
- kierownik komisariatu – komisarz Aleksander Wasilewski
- pomocnik kierownika komisariatu – starszy przodownik Stanisław Piasecki (5)

## Struktura organizacyjna
Organizacja komisariatu w 1926 roku:
- komenda – Osmołoda
- placówka Straży Celnej „Brustury”[b]
- placówka Straży Celnej „Króla Polana”
- placówka Straży Celnej „Sylwester Klauza”